# Crambe laevigata
Crambe laevigata är en korsblommig växtart som beskrevs av Dc. och Hermann Konrad Heinrich Christ. Crambe laevigata ingår i släktet krambar, och familjen korsblommiga växter. IUCN kategoriserar arten globalt som starkt hotad. Inga underarter finns listade i Catalogue of Life.